# Collema quadriloculare
Collema quadriloculare är en lavart som beskrevs av F. Wilson. Collema quadriloculare ingår i släktet Collema och familjen Collemataceae.   Inga underarter finns listade i Catalogue of Life.